# Juventude transgênero
Juventude transgênero se refere às crianças ou adolescentes que não se idenficam com o sexo que lhes foi atribuído ao nascimento. Como a juventude transgênero geralmente depende dos pais para cuidados, abrigo, apoio financeiro e outras necessidades, esses jovens enfrentam desafios diferentes em comparação aos adultos. De acordo com a Associação Profissional Mundial para a Saúde Transgênero, a Associação Americana de Psicologia e a Academia Americana de Pediatria, os cuidados apropriados para jovens transgênero podem incluir cuidados de saúde mental, transição social e/ou bloqueadores da puberdade, que atrasam a puberdade e o desenvolvimento de características sexuais secundárias para permitir que as crianças tenham mais tempo para explorar sua identidade de gênero. Na Europa, alguns grupos médicos e países desencorajaram ou limitaram o uso de bloqueadores da puberdade.
De acordo com a Academia Americana de Pediatria, "aos quatro anos a maioria das crianças tem um senso estável de sua identidade de gênero" e "pesquisas comprovam que crianças pré-púberes que afirmam [uma identidade transgênero ou diversa de gênero] conhecem seu gênero tão claramente e tão consistentemente como seus pares equivalentes em termos de desenvolvimento que se identificam como cisgênero e se beneficiam do mesmo nível de aceitação social”. Uma revisão publicada em 2022 descobriu que a maioria das crianças pré-púberes em transição social persistem na sua identidade em acompanhamentos de 5 a 7 anos. A disforia de gênero provavelmente será permanente se persistir durante a puberdade.